# Alex Wayman
Alex Wayman (n. 11 ianuarie 1921 – d. 22 septembrie 2004) a fost un tibetolog și indianist american și a lucrat ca profesor de sanscrită la Universitatea Columbia. El a avut origini evreiești.
După absolvirea studiilor de licență (1948), de masterat (1949) și de doctorat (1959) la University of California, Los Angeles, a devenit profesor la Universitatea Columbia în 1966. A predat cursuri de limba sanscrită din 1967 și până la pensionarea sa în anul 1991.
Wayman a scris multe cărți despre budism, în special pe teme de budism tantric, și despre logica budistă.

## Legături externe
- Columbia News: Alex Wayman, Pioneer of Tibetology, Dies at 83, 3. November 2004.
- de Alex Wayman în Catalogul Bibliotecii Naționale a Germaniei (Informații despre Alex Wayman • PICA • Căutare pe site-ul Apper)